# Erika Sakurazawa
Erika Sakurazawa (jap. 桜沢 エリカ, Sakurazawa Erika, Eigenschreibweise: Erica Sakurazawa; * 8. Juli 1963 in der Präfektur Tokio) ist eine japanische Manga-Autorin, die ihre Arbeiten meist in Josei-Magazinen veröffentlicht. Einige ihrer Arbeiten wurden in dem für Erwachsene konzipierten Manga-Magazin Manga Burikko veröffentlicht.
2005 und Anfang 2006 wurden sieben ihrer Mangas von Tokyopop auf Deutsch veröffentlicht. Sie richten sich vorwiegend an junge erwachsene Frauen und beinhalten auch freizügigere Darstellungen.

## Werke (Auswahl)
- Just Lovers (ジャスト・ラヴァーズ, Jasuto Ravāzu; 1989)
- Love so special (1991)
- Nothing but loving you (愛しあう事しかできない, Ai Shiau Koto shika Dekinai; 1994, D: 2005)
- The Rules of Love (恋の掟, Koi no Okite; 1993, D: 2005)
- Between the Sheets (シーツの隙間, Shītsu no Sukuma; 1996, D: 2005)
- Diamonds (掌にダイヤモンド, Tenohira ni Daiyamondo; 1997)
- Angel (天使, Tenshi; 1999, D: 2005)
- Crash (1999, 2 Bände)
- Lovely (ラブリー!, Raburī!; 1999–2009, 4 Bände)
- Angel Nest (天使の巣, Tenshi no Su; 2001, D: 2005)
- Body & Soul (ボディ&ソウル, Bodi & Souru; 2004, 2 Bände), mit Takumi Terakado
- The Aromatic Bitters (アロマチック・ビターズ, Aromatikku Bitāzu; 2002–2003, 2 Bände, D: 2005)
- Angel Town (天使の棲む街, Tenshi no Sumu Machi; 2005, D: 2006)
- Koi no Kaori (恋の香り; 2010, 2 Bände)